# Zbigniew Tilgner
Zbigniew Tilgner (ur. 9 lutego 1909 w Berlinie, zm. 25 grudnia 1983 w Poznaniu) – polski lekkoatleta, specjalista pchnięcia kulą i rzutu dyskiem, trzykrotny mistrz Polski.
Ukończył Gimnazjum im. Ignacego Paderewskiego w Poznaniu. Pracował jako handlowiec. 
Był mistrzem Polski w rzucie dyskiem w 1933 i w pchnięciu kulą w 1935 i 1939, wicemistrzem w pchnięciu kulą w 1932 i 1934 i w rzucie dyskiem w 1935 oraz brązowym medalistą w pchnięciu kulą w 1931 i 1933 i w rzucie dyskiem w 1932. Był też złotym medalistą halowych mistrzostw Polski w pchnięciu kulą w 1934 i w 1935, srebrnym medalistą w pchnięciu kulą w 1933 oraz brązowym medalistą w skoku w dal z miejsca w 1935 i w pchnięciu kulą w 1939.
Dwukrotny nieoficjalny halowy rekordzista Polski w pchnięciu kulą:
- Przemyśl 1 lutego 1931 13,79 m
- Poznań 19 stycznia 1932 13,86 m

W latach 1935–1937 wystąpił w czterech meczach reprezentacji Polski (7 startów), bez zwycięstw indywidualnych.
Rekordy życiowe:
- pchnięcie kulą – 15,635 m (8 września 1935. Poznań)
- rzut dyskiem – 42,66 m (6 października 1935, Poznań)
- rzut młotem – 33,89 m (16 września 1934, Bydgoszcz)

Był zawodnikiem klubów Sokół Bydgoszcz (1928-1929) i Sokół Poznań (1929-1939).
Po II wojnie światowej był sędzią lekkoatletycznym.
Syn Hieronima i Kazimiery (z domu Wolańskiej), był jednym z pięciorga dzieci (jeden z braci Damazy, profesor oraz doktor honoris causa Politechniki Gdańskiej).
Jego ojciec prowadził w Berlinie polski Dom Wysyłkowy Towarzystwa św. Rafała, (zatrudniający wyłącznie Polaków).
Ojciec Zbigniewa stracił większość majątku umieszczonego w akcjach kolei rosyjskich, które znacjonalizowali bolszewicy bez odszkodowania, co przyczyniło się do jego przedwczesnej śmierci na atak serca.
Zbigniewa i resztę rodzeństwa wychowywała matka.
Mąż Emilii (z domu Kaletka), ojciec trójki dzieci (najstarszy syn Jerzy) oraz dziadek wnuków (Macieja i Piotra).